# ويليام ريتشاردز كاسل جونيور
ويليام ريتشاردز كاسل جونيور (بالإنجليزية: William Richards Castle, Jr.)‏ هو دبلوماسي أمريكي، ولد في 19 يونيو 1878 في هونولولو في الولايات المتحدة، وتوفي في 13 أكتوبر 1963 في واشنطن العاصمة في الولايات المتحدة.